# Jánosi Dávid
Jánosi Dávid (Budapest, 1975. március 22. –) magyar színművész.

## Életpályája
1998-ban végzett a Színház- és Filmművészeti Főiskolán. 1998-2012 között a Budapesti Kamaraszínház, majd 2013-tól az Újszínház tagja.
2018. szeptember 20-án, Rómában, az Európai Kultúra Napján Fazekas István Pilátus éjszakája című történelmi drámájában ő alakította Poncius Pilátust. Ezt a darabot a mai napig játsszák. 

### Családja
Két öccse van Jánosi Márton és Jánosi Ferenc, aki szintén színész. Első kapcsolatából két fia született, akik már felnőttek, Dániel és Márk. Felesége 2021-ig Nemes Wanda színésznő volt, közös gyermekük Liza.
Párja Krasnyánszky Bianka színésznő, akivel első közös gyermekük 2023. december 27-èn született és a Jánosi Edvárd Dorián nevet kapta. 

## Színházi szerepei

### Újszínház
- Vaszary János: A vörös bestia (2013) – Basil, gazdag magánzó, Félix barátja
- Vörösmarty Mihály: Csongor és Tünde (2014) – Csongor
- Imre István ötlete alapján írta Albert Péter: Hangemberek (2015) – tévériporter
- Jókai Mór: A kőszívű ember fiai (2016) – Baradlay Jenő
- Wass Albert: A funtineli boszorkány (2018) – Gáspár, Nuca szerelme
- Herczeg Ferenc (író): Bizánc (2018) – Ahmed khán
- Herczeg Ferenc: Az élet kapuja (2020) – Michelangelo
- Gyurkovics Tibor: Császármorzsa – Tomi (2021)
- Szabó Dezső- Fazekas István: Feltámadás Makucskán (2022) – Bleyer Jakab
- Urbán Gyula- Gulyás László: Minden egér szereti a sajtot – Nagy Macska Màgus (2022)
- Hernádi Gyula: Királyi vadászat – Primász Gàbor főhadnagy (2023)
- Gózon Gyula Színház    Csokonai: Dorottya – Bongorfi (2023)
- Újszínhàz Kabaré Parisiana (2023)

## Film- és tévészerepei
- Jóban Rosszban (tévéfilm) színész (magyar drámasorozat, 2005–2022)
- Barátok közt (2004, rendőr)[5]
- Tamás és Juli színész (magyar-francia filmdráma, 1997)
- Görgey Gábor: Tükörjáték (tévéfilm) színész
- Békés Pál – Rozgonyi Ádám: Szegény Lázár (tévéfilm) színész (magyar színházi felvétel)